# Góry Kaszgarskie

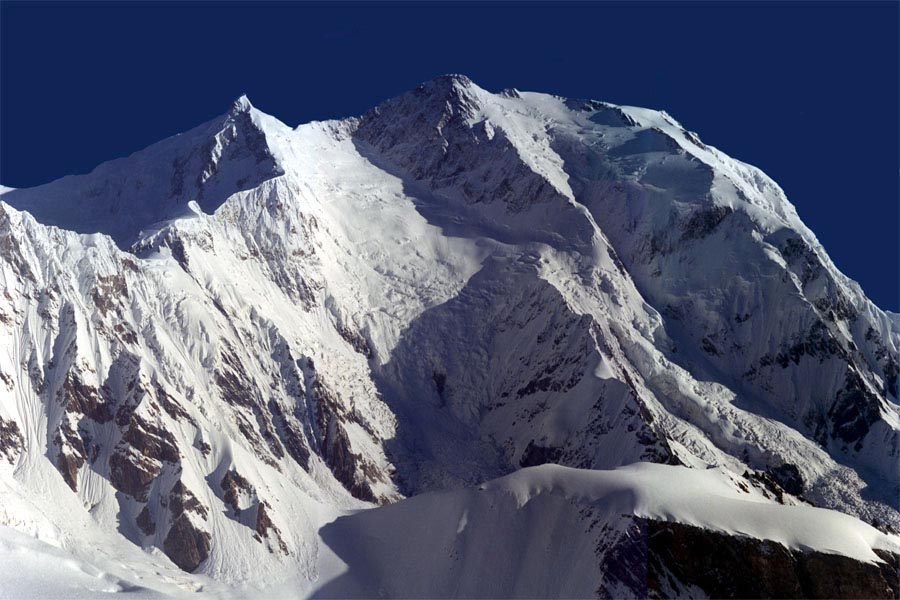
Południowe zbocza szczytu Kongur tag

Góry Kaszgarskie (Muztagata; chiń. 慕士塔格山; pinyin Mùshìtǎgé Shān) – pasmo górskie w zachodnich Chinach, w regionie autonomicznym Sinciang, przy granicy z Tadżykistanem. Uznawane za wschodni kraniec Pamiru lub za zachodnie odgałęzienie Kunlunu. Rozciąga się na długości ok. 100 km i ogranicza od południa Kotlinę Kaszgarską. Najwyższe szczyty to Kongur tag (7719 m n.p.m.) i Muztagata (7546 m n.p.m.). Pasmo zbudowane jest głównie z gnejsów, granitów i kwarcytów. Występują lodowce górskie. Zbocza są strome i skaliste, poprzecinane dolinami. Na stokach północnych znajdują się stepy, natomiast na południowych i wschodnich półpustynie i pustynie górskie. W dolinach rzek występują zarośla łęgowe.